# Atalia
Atalyā war die Gemahlin des assyrischen Königs Šarru-kīn II. (biblisch Sargon, regierte von 721 bis 705 v. Chr.). Nach ihrem Tode heiratete der König vermutlich erneut.

## Name
Der Name Atalja ist westsemitisch, dies mag darauf deuten, dass sie aus Syrien oder Palästina stammte. Elayi hält sie für eine Israelitin. Eine Flasche aus Bergkristall, die ihren Namen trägt aus dem Grab wurde vermutlich um 720 v. Chr. in Samarien oder der Levante hergestellt.

## Bestattung

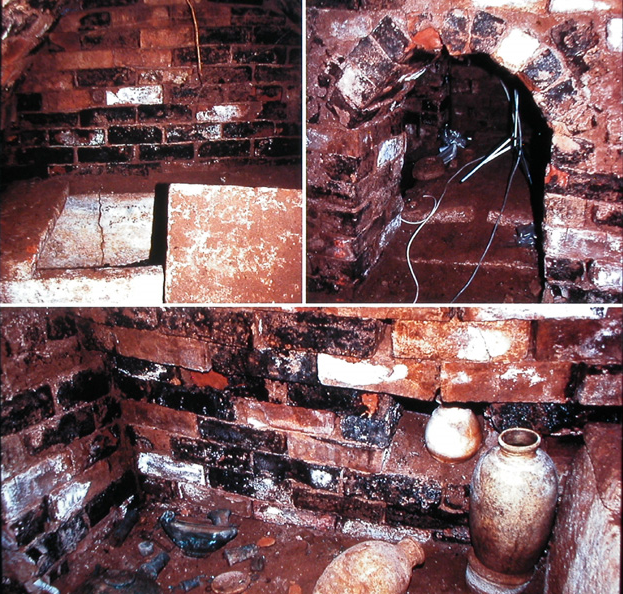
Grab II in Nimrud

Der Name Atalyā erscheint auf Objekten in dem unberaubten Grab II in Nimrud, das reiche Beigaben, unter anderem aus Gold enthielt. In diesem Grab lagen zwei Skelette, es werden jedoch die Namen von drei Königinnen erwähnt. Deshalb kann man die Skelette nicht eindeutig identifizieren. Das Grab wurde für Iabâ angelegt, die auf einer in der Wand vermauerten Tafel genannt wird. Verschiedene Objekte tragen den Namen der Atalyā, die vielleicht die zweite Bestattete ist, während die Objekte der Banîtu („Eigentum der Banîtu, königliche Gemalin von Salmanasser, König von Assyrien“) vielleicht ein Geschenk an die letztere Königin waren.

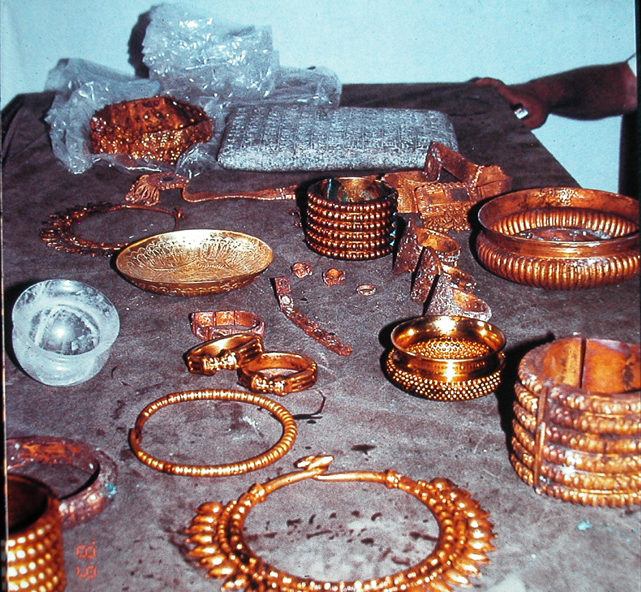
Goldgegenstände aus Grab II in Nimrud

Der Leichnam von Atalia war durch Erhitzen konserviert worden, was darauf hinweist, dass sie fern von Niniveh verstorben war. Searight et al. erwägen, dass dies in den Jahren 720 oder 722 geschehen sein könnte.

## Anthropologische Analyse des Skeletts
Laut einer anthropologischen Untersuchung verstarb Atalyā im Alter von 30–35 Jahren. Ihr Skelett wies degenerative Veränderungen im Bereich von Schulter, Hüfte, Knie und der Wirbelsäule auf. Schultz und Schmidt-Schultz führen dies auf unzureichende Bewegung zurück. Ihr Schädel belegt, dass sie eine Hirnhautentzündung überlebt hatte. Sie hatte weiterhin im Alter von drei, vier und fünf Jahren schwere Erkrankungen erlitten, wie transversale lineare Schmelzhypoplasien belegen.